# 大統領宮殿 (ヴィエンチャン)
大統領宮殿（フランス語: Palais présidentiel）は、ラオス人民民主共和国主席の官邸・公邸である。慣例により大統領はラオス人民革命党書記長の職も兼任している。首都ビエンチャンのメコン川のほとりに位置している。

## 歴史
ワット・シーサケットの近く、ランサンアベニューとセーターティラート通りの交差点に位置するこの場所には、1560年にセーターティラート王により新しい王宮が建てられた。その後1973年に、この土地に当時のラオス王立政府によって大統領宮殿の建設が始められた。地元の建築家カムプン・フォンケオによって設計されたが、共産主義勢力パテート・ラーオによる1975年の政変による混乱のため、建物は長年完成しなかった。大統領宮殿は政府の行事や式典の会場として1986年にようやく完成した。建物は一般公開されていないが、高い柱廊と日陰のバルコニーを備えた堂々としたエレガントなボザール建築でこの地のランドマークとなっている。建物は手入れの行き届いた芝生と庭園に囲まれ、高い壁と錬鉄製の門に囲まれている。

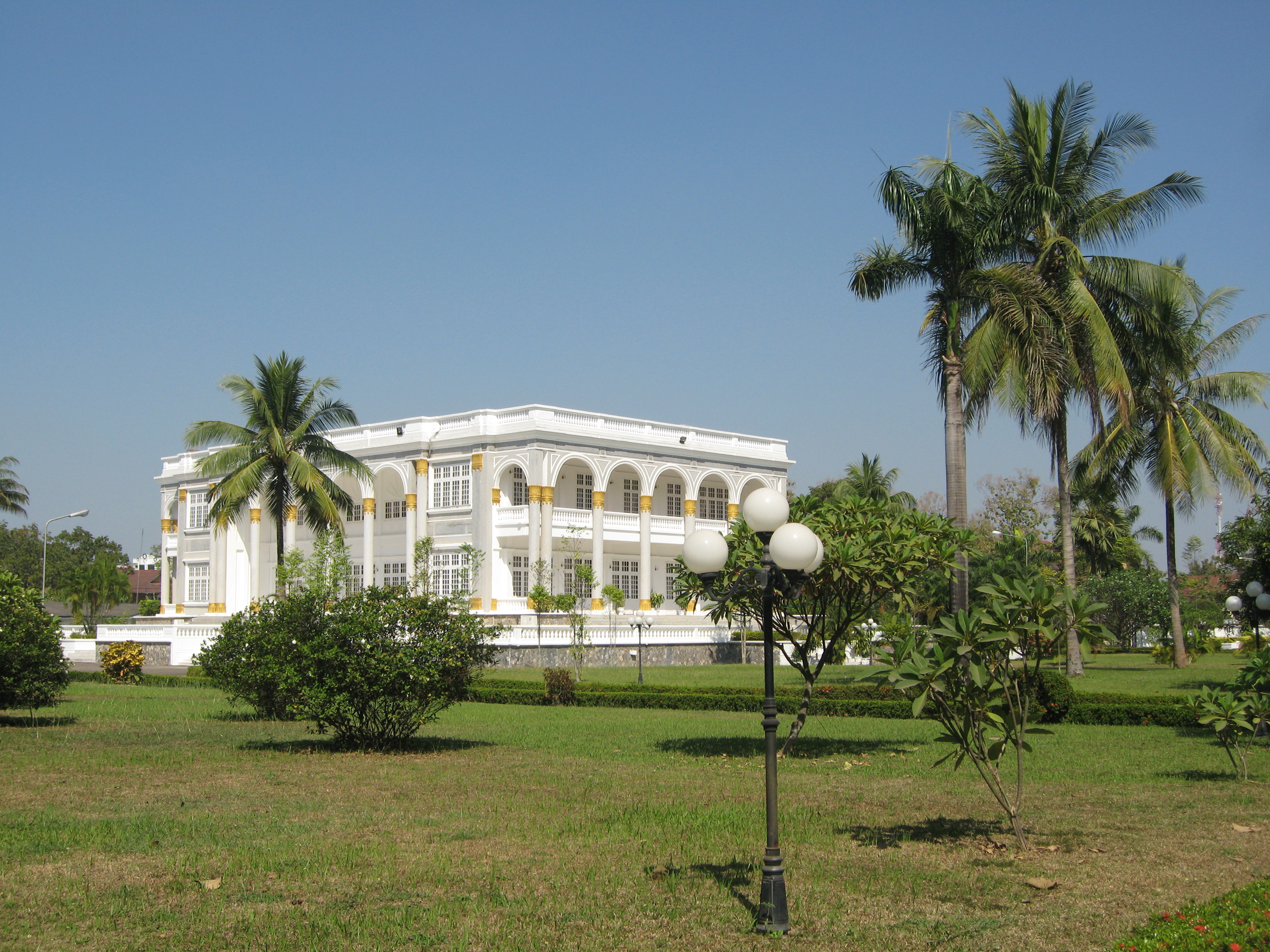
大統領宮殿の外観